# Molla et Cie
Molla et Cie war ein französischer Hersteller von Automobilen.

## Unternehmensgeschichte
Das Unternehmen aus Paris begann 1922 mit der Produktion von Automobilen. Der Markenname lautete Molla. Im gleichen Jahr endete die Produktion bereits wieder.

## Fahrzeuge
Das einzige angebotene Modell war ein Cyclecar. Für den Antrieb sorgte ein Zweizylindermotor, der seine Leistung über Riemen an die Hinterachse übertrug.